# Lhota (district de Přerov)
Pour les articles homonymes, voir Lhota.
Lhota (en allemand : Klein Lhota) est une commune du district de Přerov, dans la région d'Olomouc, en Tchéquie. Sa population s'élevait à 321 habitants en 2020.

## Géographie
Lhota se trouve sur la rive droite de la Bečva, un affluent de la Morava, à 3 km au sud du centre de Lipník nad Bečvou, à 11 km au nord-est de Přerov, à 26,5 km à l'est-sud-est d'Olomouc et à 237 km à l'est-sud-est de Prague.
La commune est limitée par Hlinsko à l'ouest et au nord, par Týn nad Bečvou à l'est, par Radotín et Kladníky au sud.

## Histoire
La première mention écrite de la localité date de 1346.

## Transports
Lhota se trouve à 6 km de Lipník nad Bečvou, à 15 km de Přerov, à 35 km d'Olomouc et à 297 km de Prague.